# Daphnis layardii
Daphnis layardii là một loài bướm đêm thuộc họ Sphingidae. Loài này có ở Sri Lanka.
Nó tương tự như loài Daphnis moorei nhưng nhỏ hơn. Phía trên cánh trước giống Daphnis moorei.